# Ti-saffier-laser
De juiste naam van dit artikel is Ti:saffierlaser, maar deze naam is technisch niet mogelijk.

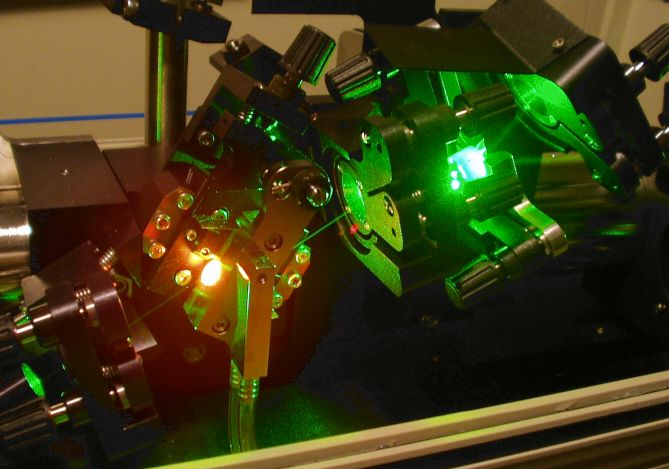
Onderdeel van een titaansaffieroscillator. Het titaansaffierkristal straalt rood licht uit; het groene licht komt van de pomplaser.

Een Ti:saffierlaser of titaansaffierlaser is een laser die een titanium-gedoteerd saffierkristal als lasermedium gebruikt. Titaansaffier is bruikbaar voor een breed golflengtegebied, van ongeveer 700 tot 900 nanometer in het nabij-infrarood. Vanwege hun brede golflengtebereik worden titaansaffierlasers met name gebruikt voor lasers met ultrakorte pulsen die minder dan 10−13 seconden (100 femtoseconden) duren, wat met name interessant is voor wetenschappelijke toepassingen als tijdopgeloste spectroscopie. Titaansaffierlasers zijn onder te verdelen in gemodelockte oscillatoren en versterkers. Een oscillator is een laser die korte lichtpulsen produceert met een hoge repetitiefrequentie. Een versterker is een laser die pulsen van bijvoorbeeld een oscillator doorversterkt, waarbij de repetitiefrequentie verlaagd wordt, maar de energie per puls vele malen wordt vergroot.

## Gemodelockte oscillatoren
Een gemodelockte oscillator is in essentie een laser waarin een puls in de trilholte heen en weer gekaatst wordt in plaats van een continue lichtstraal. Een titaansaffieroscillator produceert typisch pulsen tussen de 20 en 100 femtoseconden, met een repetitiefrequentie van rond de 80 megahertz en een vermogen van 0,5 tot 1,5 watt. Een titaansaffieroscillator wordt meestal gepompt met continu groen licht met een golflengte van 514 nm van een argonlaser of 532 nm van een Nd:YVO4-laser. De Engelse term modelocking duidt op op het principe waarmee een dergelijke laser pulsen produceert.

## Versterkers
In een titaansaffierversterker worden pulsen van een oscillator (zo'n 10 nJ per puls) versterkt in een tweede titaansaffierkristal tot enkele millijoules of meer. Tegelijk wordt de repetitiefrequentie verlaagd, afhankelijk van het specifieke systeem tot enkele hertz of enkele kilohertz. Het titaansaffierkristal in de versterker wordt gepompt met een gepulste laser, doorgaans met een golflengte van 527 nm van een Nd:YLF-laser. Tegenwoordig (2008) zijn er commerciële versterkersystemen verkrijgbaar die 6 mJ bij 1 kHz en een pulsduur van 40 fs produceren, wat overeenkomt met een piekvermogen van 150 gigawatt (GW). Ter vergelijking ligt het elektriciteitsverbruik van Nederland rond de 20 GW.